# Distichophyllum cavifolium
Distichophyllum cavifolium là một loài Rêu trong họ Hookeriaceae. Loài này được (Cardot) Cardot mô tả khoa học đầu tiên năm 1908.